# Pax Cererem nutrit
 Pax Cererem nutrit лат. (изговор: пакс церерем нутрит) "Мир храни Цереру".

## Поријекло изреке
Поријекло ове изреке није познато.

## Тумачење
У вријеме мира се земља обрађује и доноси плодове! Мир је благостање у коме је и  староримска богиња  земљорадње, Церера,  задовољна и сита.